# Michel Fontaine (président de club)
Pour les articles homonymes, voir Michel Fontaine et Fontaine.
Michel Fontaine est un président du club de football du Cercle athlétique de Paris.
Il est l'architecte de la fusion opérée en 1906 entre l'Union Sportive XIIe, le Paris Athlétic Club et le Football Club de Paris, alors appelé CA Paris.
Fontaine, qui est à l'origine de la création de la Ligue de Paris de football en 1919, est le « grand président » du CA Paris, âge d'or du club et des principaux titres remportés par les Capistes.